# Eucinetus plaumanni
Eucinetus plaumanni is een keversoort uit de familie buitelkevers (Eucinetidae). De wetenschappelijke naam van de soort werd in 1991 gepubliceerd door Stanislav Vit.